# Lebrade
Lebrade là một đô thị thuộc huyện Plön, trong bang Schleswig-Holstein, nước Đức. Đô thị Lebrade có diện tích 18,59 km², dân số thời điểm 31 tháng 12 năm 2006 là 633 người.